# Puto acirculus
Puto acirculus är en insektsart som beskrevs av Mckenzie 1960. Puto acirculus ingår i släktet Puto och familjen ullsköldlöss. Inga underarter finns listade i Catalogue of Life.